# بيت العود (بني العوام)

تعديل مصدري - تعديل

بيت العود هي إحدى قرى عزلة بني العوام بمديرية بني العوام التابعة لمحافظة حجة، بلغ تعداد سكانها 35 نسمة حسب تعداد اليمن لعام 2004.